# Drepanulatrix carneolata
Drepanulatrix carneolata là một loài bướm đêm trong họ Geometridae.